# Leptotrichia
Leptotrichia es una fusobacteria anaerobia gramnegativa con forma de bacilo que habita frecuentemente en la cavidad bucal. Se consideró que era un patógeno oportunista, pero ahora se considera un patógeno potencial. Suele encontrarse principalmente en la biopelícula bacteriana de la boca, y en la vagina y útero de embarazadas. Leptotrichia fue descubierta en 1879 y se le denominó leptothrix debido a que se aisló en útero de coneja.
Son bacilos que tienen forma puntiaguda en un extremo y redondeada por el otro, que fermentan por la ruta del butirato. Al microscopio electrónico se observa presencia de proyecciones regularmente originadas en la membrana.